# Garci Rodríguez de Montalvo
Garci Rodríguez de Montalvo (auch Garci Ordóñez de Montalvo; * um 1450; † um 1504) war ein spanischer Schriftsteller. 

## Leben
Über das Leben Montalvos ist wenig bekannt. Er stammte aus dem Dorf Villa de Montalbo in der Provinz Cuenca. Nach der Eroberung von Alhama de Granada im Zuge der Reconquista war Montalvo 1482 Ritter im Dienste der Katholischen Könige. Später, im Zeitraum zwischen 1490 und 1500, war er Gemeinderat von Medina del Campo. Er war leidenschaftlicher Pferde- und Jagdliebhaber. 
Er bearbeitete den bekanntesten aller spanischen Ritterromane, Amadis de Gaula (dt.: Amadís von Gallien), der auf spätmittelalterliche Vorlagen eines unbekannten, wohl kastilischen Autors zurückgeht. Die von Montalvo bearbeitete Fassung, die 1508 erschien, gilt als älteste erhaltene Textfassung des Romans. 
Den drei überlieferten Bänden fügte Montalvo ein viertes Buch hinzu. Später schrieb er eine Fortsetzung unter dem Titel Las Sergas de Esplandián  („Die Abenteuer von Esplandián“; älteste erhaltene Ausgabe 1510), in denen die Abenteuer des ältesten Sohnes von Amadís geschildert werden. Andere Autoren führten die Amadís-Romane fort. 
Im Esplandián beschrieb Montalvo eine sagenhafte Insel namens Kalifornien, die westlich von Indien liegen und von Amazonen bevölkert sein soll. Der Roman beeinflusste Hernán Cortés und andere Entdecker bei der Erforschung der Westküste Amerikas. Auf zeitgenössischen und sogar später entstandenen Landkarten bis ins 18. Jahrhundert war Niederkalifornien als Insel eingezeichnet, trotz der Entdeckung von Francisco de Ulloa im Jahr 1539, dass Niederkalifornien eine Halbinsel ist.

## Werke
- Amadís de Gaula (1508)
- Las sergas de Esplandián (1510)